# Иво Лайно
Иво Лайно (на естонски: Ivo Laino) е естонски футболист и футболен съдия.

## Биография
Роден е на 1 юни 1936 г. в Талин. Започва да играе футбол по време на Втората световна война. През 1954 г. постъпва в младежкия отбор на „Калев“, Талин. Между 1958 и 1960 г. е футболист на „Норма“, Талин.
От 1966 г. е футболен съдия. Има 10 мача в шампионата на СССР като главен съдия и 79 като страничен. От 1982 г. е рефер от всесъюзна категория. Успоредно е президент на клуба на Естонското пристанище, с чийто отбор печели 7 титли и 6 купи на регионално ниво.
През 1984 г. се оттегля от съдийството. В периодите 1988 – 1989 и 1991 – 1993 г. е спортен директор в тима на „Спорт“, Талин. Между 1993 и 1999 г. е изпълнителен директор на ТВМК, Талин.